# Ле Норман, Робен
Робе́н Эм Робе́р Ле Норма́н (фр. Robin Aime Robert Le Normand; род. 11 ноября 1996, Пабю) — испанский и французский футболист, центральный защитник клуба «Атлетико Мадрид» и сборной Испании.

## Биография
Родился в городке Пабю, Бретань. Воспитанник футбольного клуба «Брест». 21 сентября 2013 года Ле Норман дебютировал во взрослой молодёжной команде. В 2016 году дебютировал на профессиональном уровне, но сыграл за основную команду всего один матч.
5 июля 2016 года Ле Норман подписал контракт на два года с клубом «Реал Сосьедад», где был отправлен в резервную команду, выступающую в Сегунде Дивизион B. 26 ноября 2018 он дебютировал в основной команде и в Ла Лиге, начав с домашней победы 2:1 над «Сельтой».
После ухода Эктора Морено Ле Норман стал неотъемлемой частью стартового состава. Свой первый гол в Ла Лиге он забил 30 ноября 2019 года, открыв счет в игре против «Эйбара», встреча закончилась 4:1 в пользу «Реал Сосьедад». 4 июня 2020 года Ле Норман продлил контракт с клубом до 2024 года. По условиям нового контракта Ле Норман получит 11 000 фунтов стерлингов в неделю. 17 февраля 2022 года Робен забил первый мяч в еврокубковом матче. В рамках квалификационного раунда плей-офф Лиги Европы Ле Норман забил немецкому РБ Лейпциг. Встреча закончилась 2-2.
27 июля 2024 года «Атлетико Мадрид» аннонсировал соглашение с «Реал Сосьедад» о переходе Ле Нормана. 3 августа защитник был объявлен игроком «Атлетико Мадрид», с которыми подписал контракт на 5 лет.

## Достижения

### Командные
«Реал Сосьедад»
- Обладатель Кубка Испании: 2019/20

Сборная Испании
- Чемпион Европы: 2024
- Победитель Лиги наций УЕФА: 2022/23

### Личные
- Игрок месяца Ла Лиги: октябрь 2021